# 锐奇螳属
锐奇螳属（学名：Acithespis）是弓颈螳科下的一个属。

## 下属物种
本属包括以下物种：
- 大锐奇螳 Acithespis gigas Giglio-Tos, 1916